# Nicht-destruktive Bearbeitung
Nicht-destruktive Bearbeitung ist eine Art der Bearbeitung von Daten oder Signalen, bei der die ursprünglichen Inhalte erhalten bleiben. Beispiele sind bei Videoschnittsoftware ein Nichtlinearer Videoschnitt oder nicht-destruktive Bildbearbeitungssoftware.
Eine Liste enthält eine Abfolge von Modifikationen – beim Video zum Beispiel eine Schnittliste oder einen gerichteten azyklischen Graphen bei Standbildern. Wenn das veränderte Video-, Bild- oder Audiomaterial ausgegeben oder darauf zugegriffen wird, wird es erneut über die Bearbeitungsschritte aus dem Quellmaterial erstellt. Obwohl dieser Prozess rechenintensiver ist als die einmalige Umsetzung, kann das Editieren der Änderungsanweisungen nahezu augenblicklich erfolgen, und es minimiert Generationsverluste. Dem zusätzlichen Rechenaufwand kann durch Caching und das Arbeiten mit einer reduzierten Vorschau begegnet werden.

## Geschichte

### Nicht-destruktive Videobearbeitung
Als das Unternehmen Ampex 1956 das erste gebräuchliche Videoband einführte, bestand die einzige Bearbeitungsmöglichkeit im physischen Schneiden des Bandes mit einer Rasierklinge und anschließendem Verbinden der Abschnitte. Wenngleich das dabei geschnittene Material nicht wirklich „zerstört“ wurde, so war doch der Zusammenhang verloren und wurde das Material gewöhnlich verworfen. 1963 konnte durch die Einführung des Ampex Editec Videoband elektronisch in einem heute als linearer Videoschnitt bekannten Verfahren bearbeitet werden, indem selektiv Ausgangsmaterial auf ein anderes Band, den sogenannten „Master“, überspielt wurde. Dabei werden die Originalaufnahmen kaum angetastet.
Nichtlineare Bearbeitung, ursprünglich 1971 durch CMX Systems entwickelt und heute das verbreitetste Videoschnittverfahren, ist ebenfalls nichtdestruktiv: Rohmaterial wird zu elektronischen Dateien digitalisiert und in ein Plattenspeichersystem eingespeichert. Das bearbeitete Endprodukt ist einfach eine Abfolge digitaler Dateien, die vom Bearbeitungsrechner wiedergegeben werden. In diesem Fall wird weder das Ursprungsmaterial noch die digitalisierten Ursprungsdateien durch den Bearbeitungsprozess zerstört.

### Nicht-destruktive Bildbearbeitung
Die erste bedeutende Anwendung dieser Technik in der professionellen Bildverarbeitung erfolgte 1993 in Live Picture von HSC Software. Nicht-destruktive Bildverarbeitung nutzen: seit 2008 die Grafikbibliothek GEGL von GIMP, Adobe Camera Raw (unter Adobe Photoshop) und seit 2014 Apple Fotos. Bei letzterer z. B. bleibt die eigentliche Bilddatei unverändert, während sämtliche Bearbeitungsdaten (im XML-Format) in je eine externe Datei (gleichen Namens mit der Endung .aae) abgelegt werden. Diese müssen bei jedem Aufruf des Bildes erneut abgerufen und auf das Bild angewendet werden. Auch erforderte das zusätzliche Kompatibilität, nämlich dass dieses Dateiformat, bei iOS und macOS, ebenso von anderen Programmen und Systemen, wie Windows, erkannt wird, was derzeit (Stand 2017) nicht der Fall ist.